# Mosannona parva
Mosannona parva är en kirimojaväxtart som beskrevs av Laurentius 'Lars' Willem Chatrou. Mosannona parva ingår i släktet Mosannona och familjen kirimojaväxter. Inga underarter finns listade i Catalogue of Life.